# China TV Golden Eagle Award
Le China TV Golden Eagle Award (中国电视金鹰奖 ), communément connu en Chine sous le nom de Golden Eagle Award, est le principal système de récompense national de l'industrie de la télévision chinoise. Il est souvent considéré comme l'équivalent chinois de l'Emmy Awards.  Le prix est décerné par l'Association des artistes de télévision de  Chine. Il comprend  28 catégories, dont ceux de la Meilleure série télévisée, du meilleur programme de télévision, du meilleur acteur et de la meilleure actrice.

## Histoire
Ce système de prix a été créé en 1983, et s'est imposé face à d'autres systèmes plus officiels, par son système de vote qui lui permet de mieux prendre en compte le goût populaire. Il a été imaginé initialement par un magazine de télévision de la province du Zhejiang en Chine du Sud. En 2002, par exemple, quatre millions de votes ont été exprimés et pris en compte,. Les candidats sont désignés par les membres de l'Association des artistes de la télévision chinoise et les gestionnaires de stations de télévision locales. Le vote, par le public à l'échelle nationale, détermine les vainqueurs. Chaque catégorie a trois candidats gagnants, dont celui ayant le plus grand nombre de votes qui remporter le prix du «Meilleur»  (最佳奖) tandis que les deux autres reçoivent chacun un «Prix d'excellence«  (优秀奖). Si le candidat avec le plus grand nombre de votes ne remporte pas plus de 30 % des votes, les trois nommés ont chacun un « prix d'excellence«.
En 2000-2002, les prix des meilleurs acteurs et actrices n'ont pas été décernés et des modifications ont été apportées pour les cérémonies suivantes de remise des trophées. Le «Prix d'excellence» pour les catégories d'acteurs et actrices  a été renommé en «Choix du public pour l'acteur» ou «Choix du Public pour l'actrice». Chaque catégorie a de trois à cinq candidats en mesure de remporter ce prix. Il y a deux votes, l'un par le public à l'échelle nationale, et l'autre par les professionnels. Le candidat qui prend le plus grand nombre de suffrages au scrutin des professionnels remporte le prix du meilleur Acteur ou prix de la meilleure actrice, tandis que celui qui a la plus grande part des voix du public remporte le prix de l'acteur favori ou prix d'interprétation féminine préférée. Le meilleur acteur dans un second rôle  et meilleure actrice dans un second rôle ont été annulés.

## Trophée de la meilleure actrice

### Années 2010
| Année | N°  | Actrice             | Série télévisée                                |
| ----- | --- | ------------------- | ---------------------------------------------- |
| 2014  | 27e | Liu Tao 刘涛        | To Ellerly with Love\老有所依                  |
| 2014  | 27e | Sun Li 孙俪         | Hot Mom!\辣妈正传                              |
| 2014  | 27e | Hou Mengyao 侯梦瑶  | The Lengend of Hua Mulan\花木兰传奇            |
| 2014  | 27e | Wang Weiwei 王维维  | Xin Shu\心术                                   |
| 2012  | 26e | Song Jia 宋佳       | The Cliff\悬崖                                 |
| 2012  | 26e | Chen Shu 陈数       | Iron Pear\铁梨花                               |
| 2012  | 26e | Ma Su 马苏          | Chang Hua\厂花                                 |
| 2012  | 26e | Yue Hong 岳红       | Tai Tou Jian Xi\抬头见喜                       |
| 2010  | 25e | Yan Ni 闫妮         | The Wind From North\北风那个吹                 |
| 2010  | 25e | Hai Qing 海青       | A Beautiful Daughter-in-law Era\媳妇的美好时代 |
| 2010  | 25e | Wang Qianhua 王茜华 | Women Country\女人乡村                         |
| 2010  | 25e | Yao Chen 姚晨       | Latent\潜伏                                    |

### Années 2000
| Année | N°  | Actrice             | Série télévisée                                 |
| ----- | --- | ------------------- | ----------------------------------------------- |
| 2008  | 24e | Jiang Wenli 蒋雯丽  | Golden Marriage\金婚                            |
| 2008  | 24e | Liu Jia 刘佳        | Gebi Mother\戈壁母亲                            |
| 2008  | 24e | Tong Lei 童蕾       | Song of the Youth\青春之歌                      |
| 2008  | 24e | Sa Rina 萨日娜      | 闯关东                                          |
| 2006  | 23e | Liu Jia 刘佳        | Ren Changxia\任长霞                             |
| 2006  | 23e | Jiang Qinqin 蒋勤勤 | Qiao's Grand Courtyard                          |
| 2006  | 23e | Zhu Yuanyuan 朱媛媛 | Nine Phoenixes\家有九凤                         |
| 2006  | 23e | Yin Tao 殷桃        | Papa Can You Hear Me Sing?\搭错车               |
| 2004  | 22e | Wang Ji 王姬        | The Greatest Building\天下第一楼                |
| 2004  | 22e | Chen Hao 陈好       | Pink Girls\粉红女郎                             |
| 2004  | 22e | Sun Li 孙俪         | Goddess of Mercy\玉观音                         |
| 2004  | 22e | Ni Ping 倪萍        | The Most Romantic Thing\最浪漫的事              |
| 2004  | 22e | Xi Meijuan 奚美娟   | To be the Banker or Dealer\坐庄                 |
| 2003  | 21e | Fan Zhibo 范志博    | The Female Leader of Tank Squadrons \女装甲团长 |
| 2003  | 21e | Song Jia 宋佳       | Red Poppies\尘埃落定                            |
| 2003  | 21e | Lü Liping 吕丽萍    | Big-feet Queen\大脚马皇后                       |
| 2003  | 21e | Mei Ting 梅婷       | Re-start Love\让爱重来                          |
| 2003  | 21e | Xie Lan 谢兰        | Blood in the Snow\雪白血红                      |
| 2003  | 21e | Wang Haiyan 王海燕  | Quiet Promise\誓言无声                          |

### Années 1990
| Année | N°  | Actrice              | Série télévisée                              |
| ----- | --- | -------------------- | -------------------------------------------- |
| 1999  | 17e | Zhao Wei 赵薇        | My Fair Princess\还珠格格                    |
| 1999  | 17e | Jiang Wenli 蒋雯丽   | To Lead by the Hand\牵手                     |
| 1999  | 17e | Chang Yuan 常远      | Sisters\永远有多远                           |
| 1998  | 16e | Li Yuanyuan 李媛媛   | Hong Kong Story\香港的故事                   |
| 1998  | 16e | Liu Xiaoqing 刘晓庆  | Flee Love\逃之恋                             |
| 1998  | 16e | Song Chunli 宋春丽   | The Right Way\人间正道                       |
| 1997  | 15e | Wang Yumei 王玉梅    | Sons & Daughters\儿女情长                    |
| 1997  | 15e | Wang Ji 王姬         | Thunderstorm\雷雨                            |
| 1997  | 15e | Tao Huimin 陶慧敏    | Country Judge\乡村女法官                     |
| 1996  | 14e | Li Lin 李琳          | A Woman Aflaoting Men River\趟过男人河的女人 |
| 1995  | 13e | Wang Fuli 王馥荔     | Sight of Little Building\小楼风景            |
| 1995  | 13e | Fu Lili 傅丽莉       | Miss China of Matheson\洋行里的中国小姐      |
| 1995  | 13e | Xu Qing 许晴         | Dong Bian Ri Chu Xi Bian Yu\东边日出西边雨   |
| 1994  | 12e | Wang Ji 王姬         | A Native of Beijing in New York\北京人在纽约 |
| 1994  | 12e | Jiang Shan 江珊      | Die Satisfied \过把瘾                        |
| 1994  | 12e | Zhao Mingming 赵明明 | Jin Ke, Shang Ke, Biao Ke \金客、商客、镖客  |
| 1993  | 11e | Lin Fangbin 林芳兵   | Emperor of Dynasty Tang\唐明皇               |
| 1993  | 11e | Ma Ling 马羚         | You Love Me, Tonight\今晚，你爱我            |
| 1993  | 11e | Xu Qing 许晴         | Huang Cheng Gen Er\皇城根儿                  |
| 1992  | 10e | Li Ling 李羚         | Shanghai Family\上海一家人                   |
| 1991  | 9e  | Zhang Kaili 张凯丽   | Hope\渴望                                    |
| 1990  | 8e  | Zhou Jie 周洁        | Oversea Revenge\海外遗恨                     |

### Années 1980
| Année | N°  | Actrice           | Série télévisée                       |
| ----- | --- | ----------------- | ------------------------------------- |
| 1999  | 7e  | Xu Ya 徐娅        | Jia Chun Qiu\家春秋                   |
| 1988  | 6e  | Ma Lan 马兰       | Yan Fengying\严凤英                   |
| 1987  | 5e  | Zhu Lin 朱琳      | Triumph in Midnight\凯旋在子夜        |
| 1986  | 4e  | Li Weikang 李维康 | The Yellow Storm\四世同堂             |
| 1985  | 3e  | Ren Meng 任梦     | Storm Tonight\今夜有暴风雪            |
| 1984  | 2e  | N/A               |                                       |
| 1984  | 2e  | Xiang Hong 向虹   | The Story of Life\生命的故事          |
| 1984  | 2e  | Mao Shanyu 茅善玉 | Xuan Zi\璇子                          |
| 1983  | 1er | N/A               |                                       |
| 1983  | 1er | Qin Yi 秦怡       | Under the Eave of Shanghai\上海屋檐下 |
| 1983  | 1er | Wang Fuli 王馥荔  | The Fifth Neighbour\第五家邻居        |
| 1983  | 1er | Xiao Xiong 肖雄   | Cuo Tuo Sui Yue\蹉跎岁月              |

## Trophée du meilleur acteur

### Années 2010
| Année | N°  | Acteur              | Série télévisée                                |
| ----- | --- | ------------------- | ---------------------------------------------- |
| 2014  | 27e | Wang Luoyong 王洛勇 | Jiao Yulu\焦裕禄                               |
| 2014  | 27e | Zhang Jiayi 张嘉译  | Ying pan zhen jing shi\营盘镇警事              |
| 2014  | 27e | Lin Yongjian 林永健 | Nie Rongzhen\聂荣臻                            |
| 2014  | 27e | Chen Yiheng 陈逸恒  | Chang bai shan xia wo de jia\长白山下我的家    |
| 2012  | 26e | Wu Xiubo 吴秀波     | Before the Dawn\黎明之前                       |
| 2012  | 26e | Wen Zhang 文章      | Snow Leopard\雪豹                              |
| 2012  | 26e | Lin Yongjian 林永健 | My name is Wang Tudi\我叫王土地                |
| 2012  | 26e | Mickey He 何晟铭    | Palace II (TV series)\宫锁珠帘                 |
| 2010  | 25e | Sun Honglei 孙红雷  | Latent\潜伏                                    |
| 2010  | 25e | Huang Haibo 黄海波  | A Beautiful Daughter-in-law Era\媳妇的美好时代 |
| 2010  | 25e | Fan Wei 范伟        | On Brother's Happiness\老大的幸福              |
| 2010  | 25e | Wang Ji 王霙        | Red Cardle\红色摇篮                            |
| 2010  | 25e | Zhang Jian 张鉴赏   | The Summer\那年·夏天                           |

### Années 2000
| Année | N°  | Acteur               | Série télévisée                       |
| ----- | --- | -------------------- | ------------------------------------- |
| 2008  | 24e | Li Youbin 李幼斌     | Pathfinding to the Northeast\闯关东   |
| 2008  | 24e | Lin Yongjian 林永健  | The Story of Xi Gengtian\喜耕田的故事 |
| 2008  | 24e | Wang Baoqiang 王宝强 | Soldiers Sortie\士兵突击              |
| 2008  | 24e | Wang Wufu 王伍福     | Jinggang Mountain\井冈山              |
| 2006  | 23e | Li Youbin 李幼斌     | Showing Sword\亮剑                    |
| 2006  | 23e | Chen Jianbin 陈建斌  | Flos Sphorae\乔家大院                 |
| 2006  | 23e | Wu Jingan 吴京安     | 红旗谱                                |
| 2006  | 23e | Li Xuejian 李雪健    | Papa Can You Hear Me Sing?\搭错车     |
| 2004  | 22e | Hou Yong 侯勇        | The Greatest Dyehouse\大染坊          |
| 2004  | 22e | Chen Jianbin 陈建斌  | Decade of Marriage\结婚十年           |
| 2004  | 22e | Tong Dawei 佟大为    | Goddess of Mercy\玉观音               |
| 2004  | 22e | Hu Jun 胡军          | The Eight Creatures\天龙八部          |
| 2004  | 22e | Liu Jin 刘劲         | The Song of Yan'an\延安颂             |
| 2003  | 21e | Li Baotian 李保田    | Dr. Xi Laile\神医喜来乐               |
| 2003  | 21e | Wei Zi 巍子          | DA师                                  |
| 2003  | 21e | Gao Ming 高明        | 誓言无声                              |
| 2003  | 21e | Chen Baoguo 陈宝国   | Emperor Hanwu\汉武大帝                |
| 2003  | 21e | Tang Guoqiang 唐国强 | Quiet Promise\誓言无声                |

### Années 1990
| Année | N°  | Acteur               | Série télévisée            |
| ----- | --- | -------------------- | -------------------------- |
| 1999  | 17e | Tang Guoqiang 唐国强 | Yongzheng Dynasty\雍正王朝 |
| 1999  | 17e | Wu Ruofu 吴若甫      | To Lead by the Hand\牵手   |
| 1999  | 17e | Cheng Jianxu 程建勋  | 虎踞钟山                   |

| Année | Lauréat      | série télévisée               |
| ----- | ------------ | ----------------------------- |
| 1997  | Zhang Fengyi | Peace Time                    |
| 1996  | Li Baotian   | Zixiang Liu Luoguo            |
| 1995  | Bao Guo'an   | Romance of the Three Kingdoms |
| 1994  | Jiang Wen    | Beijinger in New York         |
| 1993  | Liu Wei      | Emperor of Dynasty Tang       |
| 1992  | Ge You       | Stories in the Media Office   |
| 1991  | Li Xuejian   | Hope                          |
| 1990  | Yan Xiang    | The Morning of Shanghai       |

### Années 1980
| Année | Lauréat      | Série télévisée         |
| ----- | ------------ | ----------------------- |
| 1989  | Chen Daoming | The Last Emperor        |
| 1988  | Zhang Jinlai | Monkey King             |
| 1987  | Shi Zhaoqi   | Truimph in the Midnight |
| 1986  | You Benchang | Ji Gong                 |
| 1985  | Li Zhixing   | Xu Beihong              |
| 1984  | Da Shichang  | Walking in the Storm    |
| 1983  | Chen Baoguo  | Color of the Rainbow    |